# Ростислав Иванович
Ростислав Иванович (ум. 1189) — безудельный князь из первой галицкой династии, сын Ивана Берладника.
Ростиславу покровительствовал смоленский князь Давыд Ростиславич. Во время его пребывания у Давыда пришли к нему послы из Галича, где властвовал тогда венгерский королевич Андраш, сын Белы III, с предложением принять своё родовое княжество, в котором после смерти Ярослава Осмомысла (1187) шла ожесточённая борьба за власть. Ростислав охотно принял предложение и явился под Галич. Но далеко не все галичане хотели видеть Ростислава своим князем, и для завладения Галичем нужна была упорная борьба. Дружинники стали уговаривать его вернуться назад, но Ростислав заявил, что он решил «голову свою положити в отчине своей», и вступил в неравный бой против венгров, окончившийся полным истреблением дружины и его пленением, после чего «угры приложили зелье смертное к ранам» Ростислава, и он скончался. 